# Dorin Florea
Dorin Florea (Brassó, 1956. május 12.) román orvos és 2000-től 2020-ig Marosvásárhely polgármestere.

## Iskola és egyetem
- Andrei Șaguna Középiskola, Brassó (1975)
- Marosvásárhelyi Orvosi és Gyógyszerészeti Egyetem, Marosvásárhely (1982)
- Petru Maior Közigazgatás mesteri képzés, Marosvásárhely (2006)

## Egyéni készségek és kompetenciák
- A Római Belügyminisztérium Közigazgatási Főiskolája - Közigazgatási tanfolyam (2001)
- Berlin - Továbbképző tanfolyam (2002)
- Bonn - Továbbképző tanfolyam (2003)

## Professzionális munkássága
- 1982-1988 között orvos a Maros Megyei Kórházban.
- 1988-1996 között sebész-főorvos a Maros Megyei Kórházban.

## Politikai munkássága
- 1996-2000 között Maros megye prefektusa.
- 2000-től 2020-ig Marosvásárhely polgármestere
- 2006-tól Maros megyei Demokrata Párt elnöke.

2019 májusában belépett a Liberálisok és Demokraták Szövetségébe (ALDE).